# Kot Prot urządzi halloween w lot
Kot Prot urządzi Halloween w lot (ang. The Cat in the Hat Knows a Lot about Halloween, 2016) – kanadyjski film animowany, będący kontynuacją serialu Kot Prot na wszystko odpowie w lot.
Premiera filmu w polskiej telewizji – 30 października 2016 roku na kanale MiniMini+.

## Fabuła
Kot Prot zabiera przyjaciół w niezwykłą podróż, podczas której będą mogli zmierzyć się ze swoimi lękami. Dzięki przygodzie, Jaś i Hania przekonają się, że strach ma wielkie oczy. Lot przez burzę, a także wizyta w jaskini nietoperzy odkryje przed małymi bohaterami jak interesujące zjawiska znajdują się wokół nich.

## Wersja polska
Wersja polska: na zlecenie MiniMini+ – Master Film
Reżyseria: Małgorzata Boratyńska
Tłumaczenie i dialogi: Antonina Kasprzak
Teksty piosenek: Janusz Onufrowicz
Nagranie i montaż: Paweł Siwiec
Zgranie: Jakub Lenarczyk
Kierownictwo muzyczne: Adam Krylik
Kierownictwo produkcji: Katarzyna Fijałkowska
Wystąpili:
- Jacek Bończyk – Kot Prot
- Sara Lewandowska – Hania
- Bernard Lewandowski – Jaś
- Adam Pluciński – Jedynka
- Grzegorz Drojewski – Dwójka
- Brygida Turowska – Bąbla Bajaderka

W pozostałych rolach:
- Klaudiusz Kaufmann – Rybka
- Małgorzata Boratyńska – mama Hani
- Krzysztof Plewako-Szczerbiński – niedźwiedź
- Łukasz Talik – stary pies
- Zbigniew Kozłowski – czapla listonosz

i inni
Lektor: Marek Ciunel